# Babrouka
Die Babrouka (belarussisch Баброўка) ist ein kleiner Fluss in den Rajonen Slauharad und Bychau in der Mahiljouskaja Woblasz in Belarus. Die Länge des Flusses beträgt 27 Kilometer. Der Fluss entspringt 1,5 km nordöstlich des Dorfes Scharely und mündet 2 km westlich des Dorfes Sjalez als linker Zufluss in den Dnepr. Das durchschnittliche Gefälle der Babrouka beträgt 0,5 %. Der Fluss ist auf seiner gesamten Länge kanalisiert.